# Kasteel Endegeest

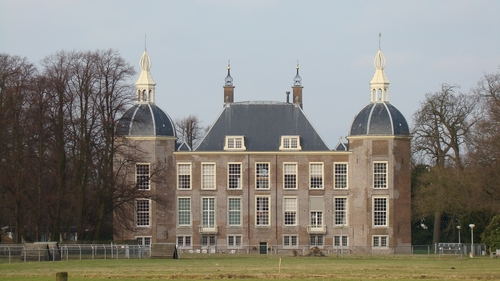
Kasteel Endegeest (2009)

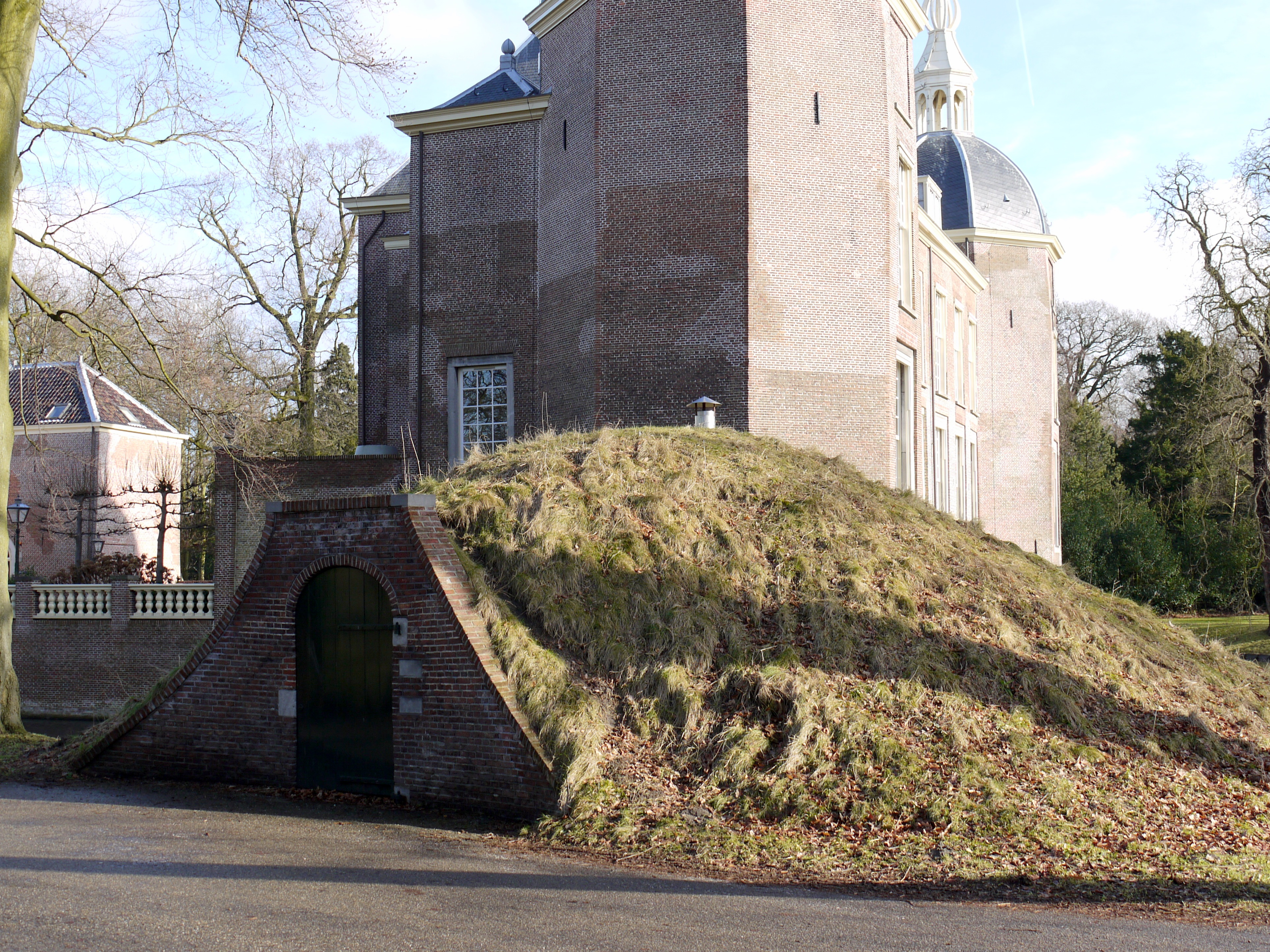
IJskelder

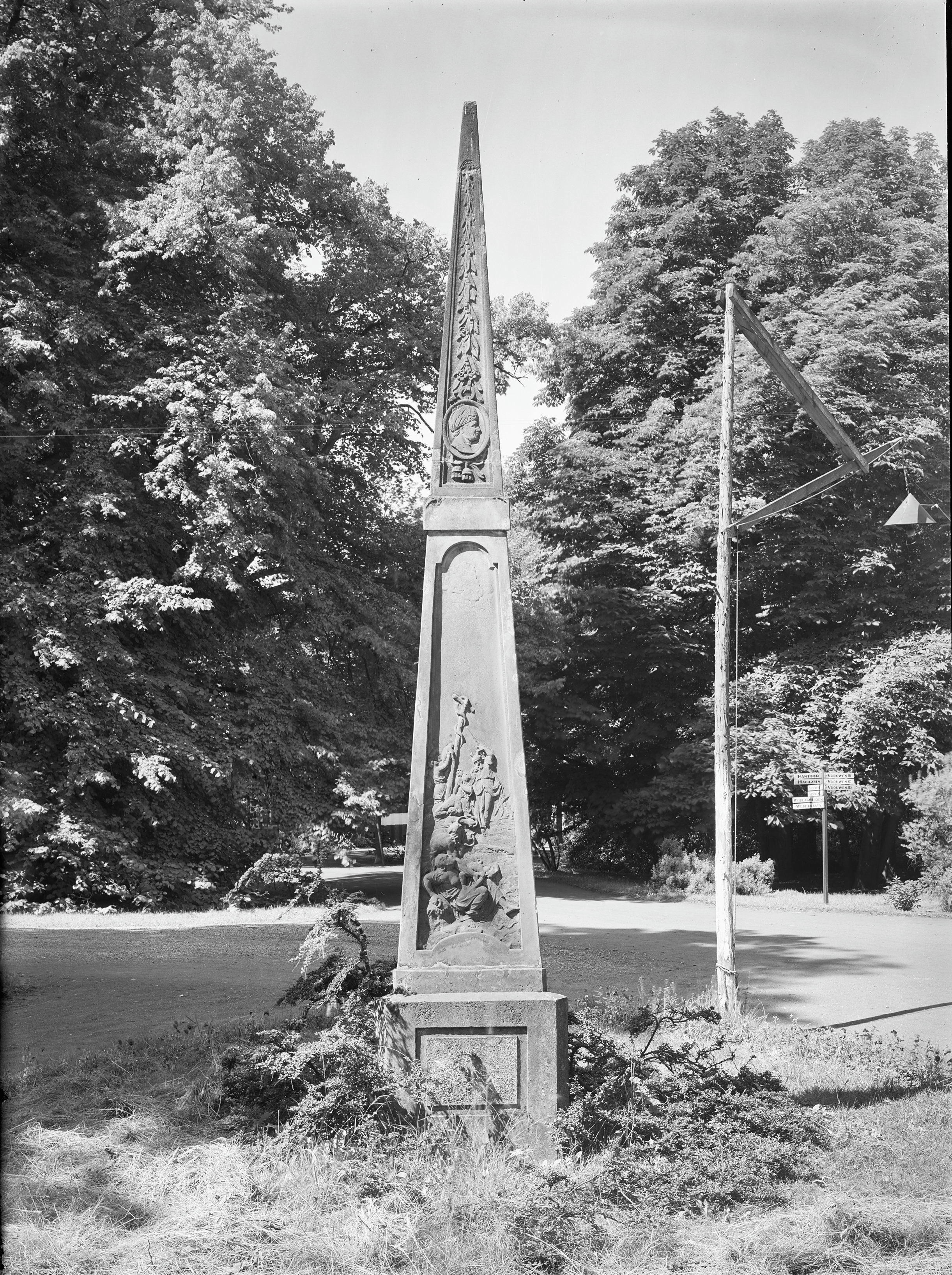
Tuinnaald (Obelisk), foto uit 1942, RCE

Kasteel Endegeest is een kasteel in de Nederlandse gemeente Oegstgeest. Het ligt in een bos annex park aan de Endegeesterstraatweg 5.
De oudste vermelding van een kasteel Endegeest dateert van 1307. Van 1641 tot 1643 verbleef de Franse filosoof René Descartes op het kasteel. Een borstbeeld van Descartes (gemaakt door Erszébet Baerveldt) op het kasteelplein herinnert nog aan deze beroemde bewoner. Het huidige kasteel is echter aanmerkelijk jonger en werd tussen 1647 en 1651 gebouwd in opdracht van Elisabeth van Schouwen van Endegeest en haar echtgenoot Jacob van Berchem. Daarna werd het gedeelte tussen de twee torens volgebouwd.
 Voor het kasteel ligt een plein, dat door een poort toegankelijk is. Boven de poort is het familiewapen.
Op 31 december 1800 overgedragen aan mr. Dirck Cornelis Gevers (Rotterdam, 1763), die enkele jaren later door koning Louis Bonaparte tot burgemeester van Leiden werd benoemd, en onder Willem I hoge regeringsfuncties bekleedde. Deze werd door zijn koetsier op 29 oktober 1839 levenloos aangetroffen in zijn koets. Het kasteel ging over naar zijn zoon Daniël.
In 1895 werd Endegeest gekocht door de gemeente Leiden om het als psychiatrische inrichting in gebruik te nemen, samen met de naastgelegen buitenplaats Rhijngeest. De opening werd door veel notabelen bijgewoond, waaronder Jan Heemskerk, minister van Binnenlandse Zaken, en F. Was, de liberale burgemeester van Leiden. De kliniek heette tot circa 1950 Rhijngeest, daarna Jelgersmakliniek.
Meer dan 100 jaar lang werden het kasteel, het omliggende park en het landgoed gebruikt voor de geestelijke gezondheidszorg. De raad van bestuur en de concernstaf van GGZ Rivierduinen zetelden tot november 2016 in het kasteel. In 2018 heeft de Oudendal Groep het landgoed en vervolgens ook het kasteel met de veel jongere (1907) bijgebouwen aangekocht. GGZ Rivierduinen heeft nog enkele paviljoens aan de rand van het terrein in gebruik. 
De oude gracht is nog aan drie kanten te zien. De ijskelder, die zich net aan de overkant van de gracht bevindt, is gerestaureerd. Het kasteel zelf is inmiddels eveneens gerestaureerd. Het kasteel, alsmede de ijskelder en de obelisk, hebben de status rijksmonument.

## Galerij

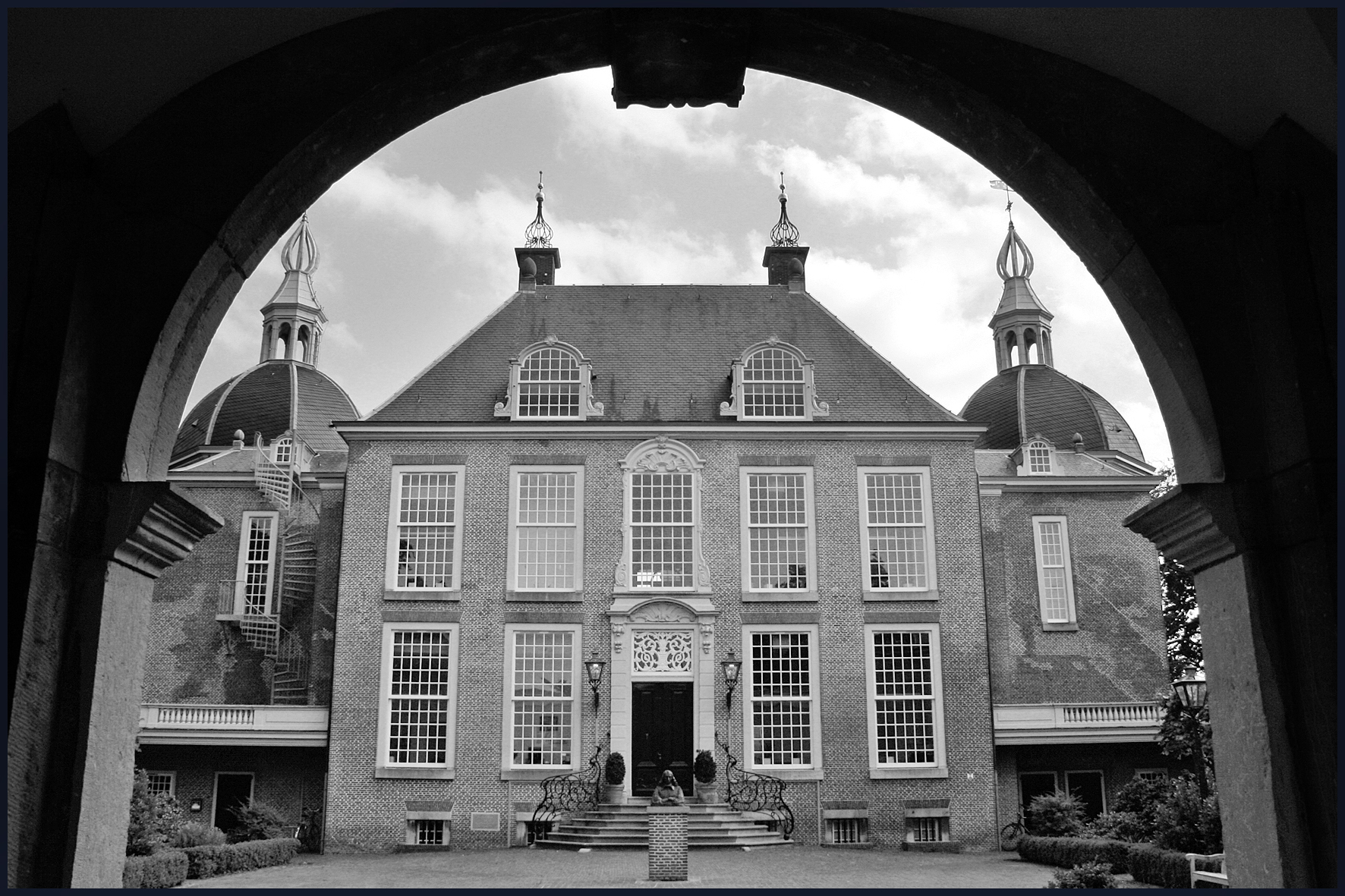
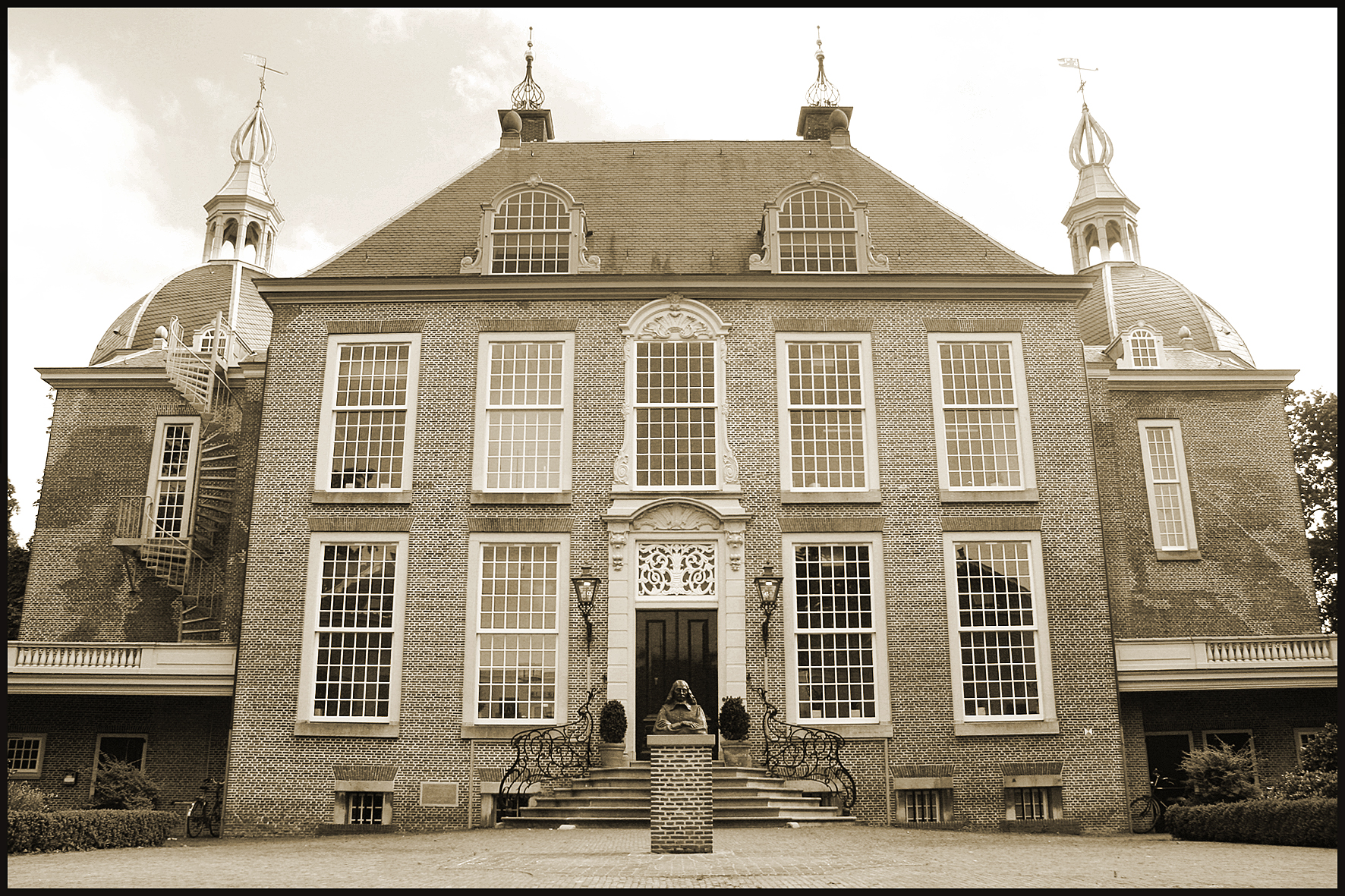
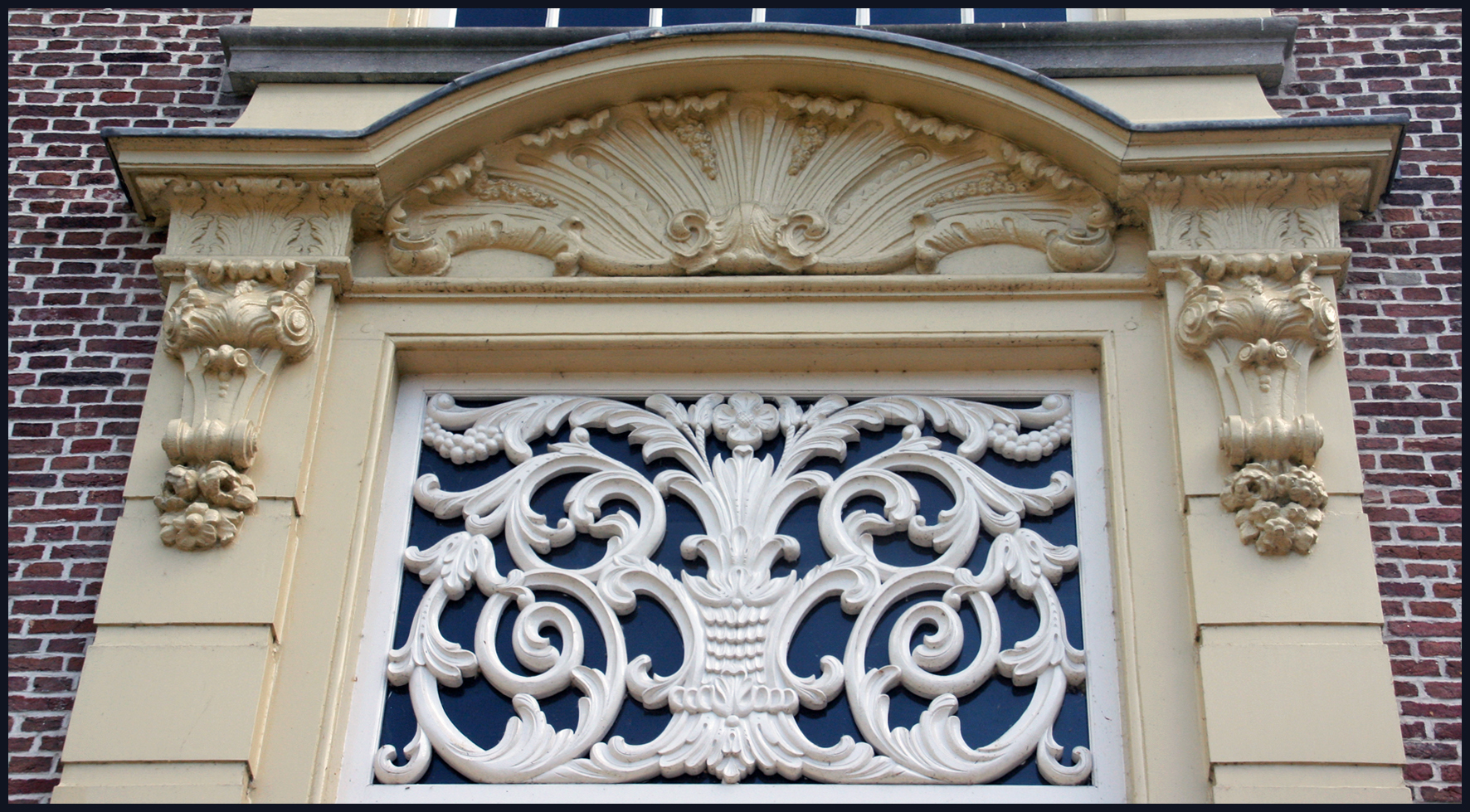
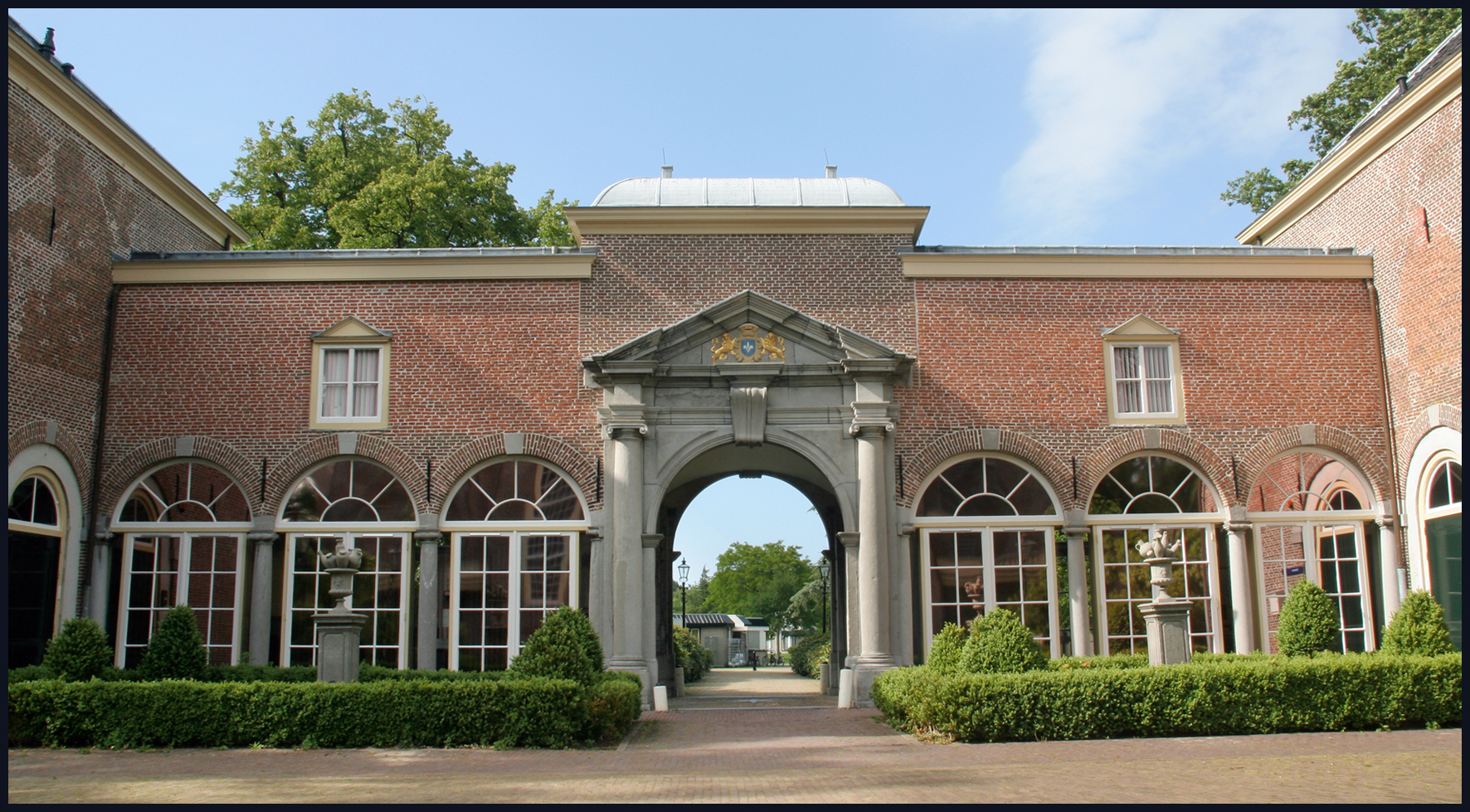
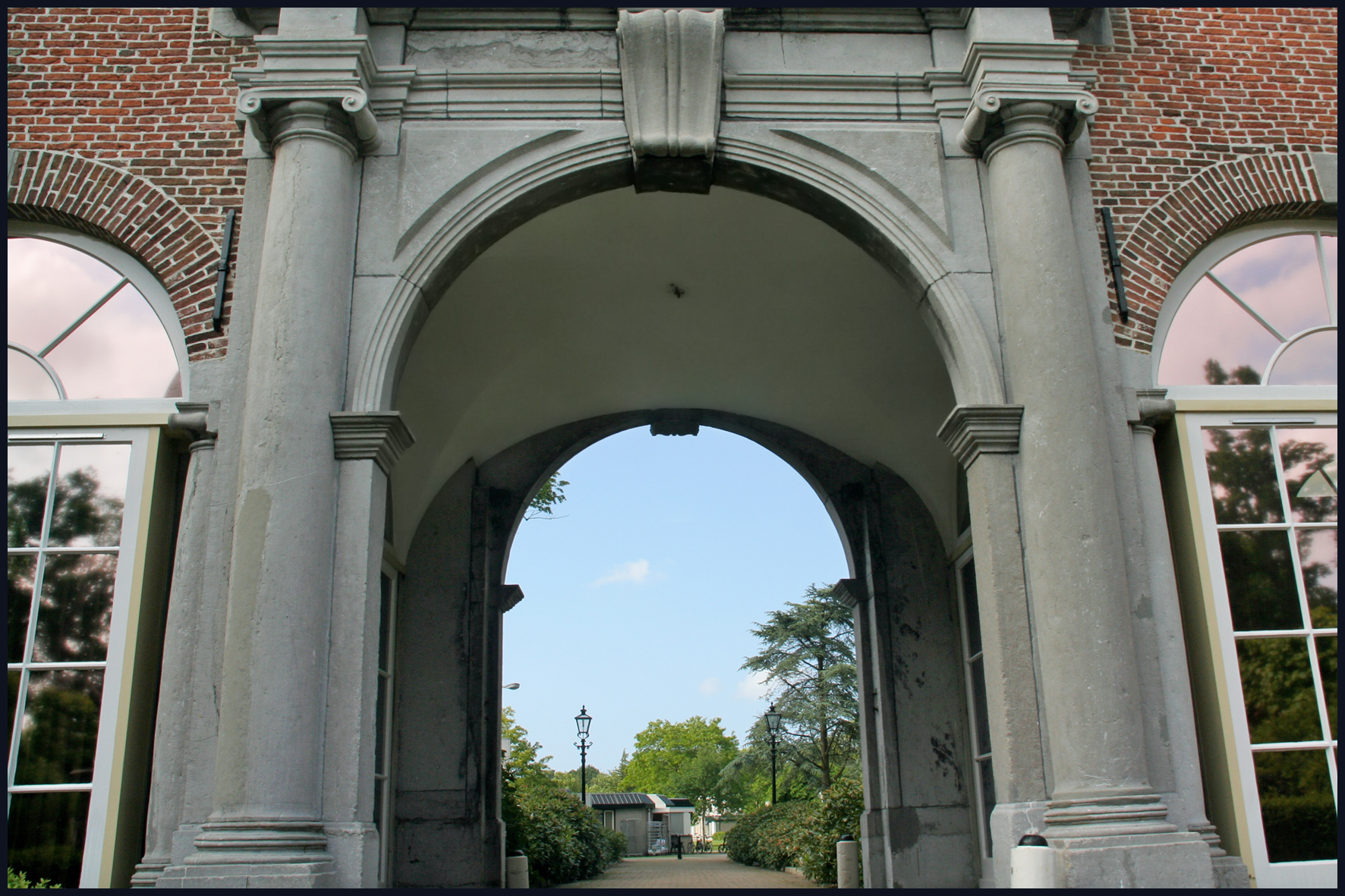
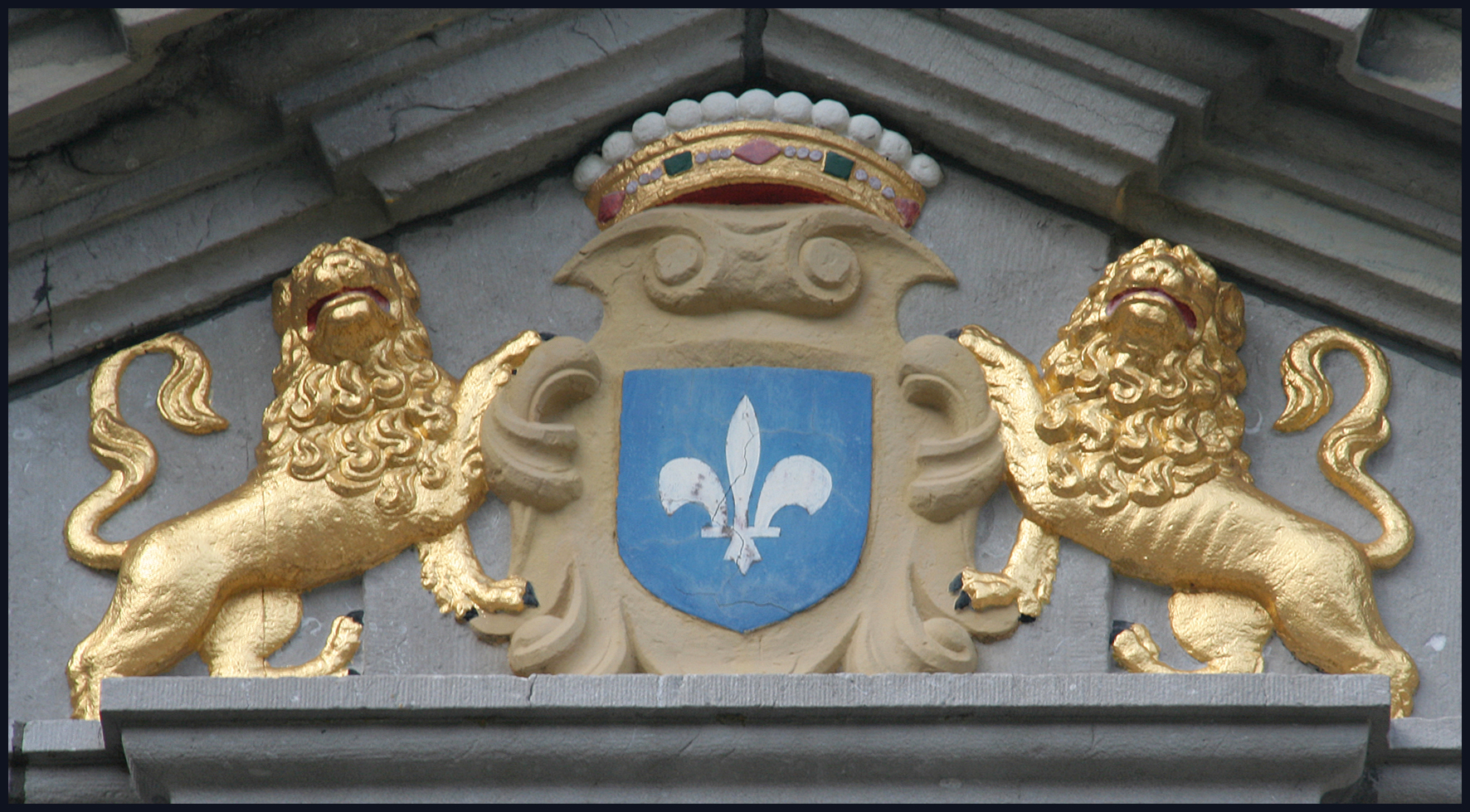
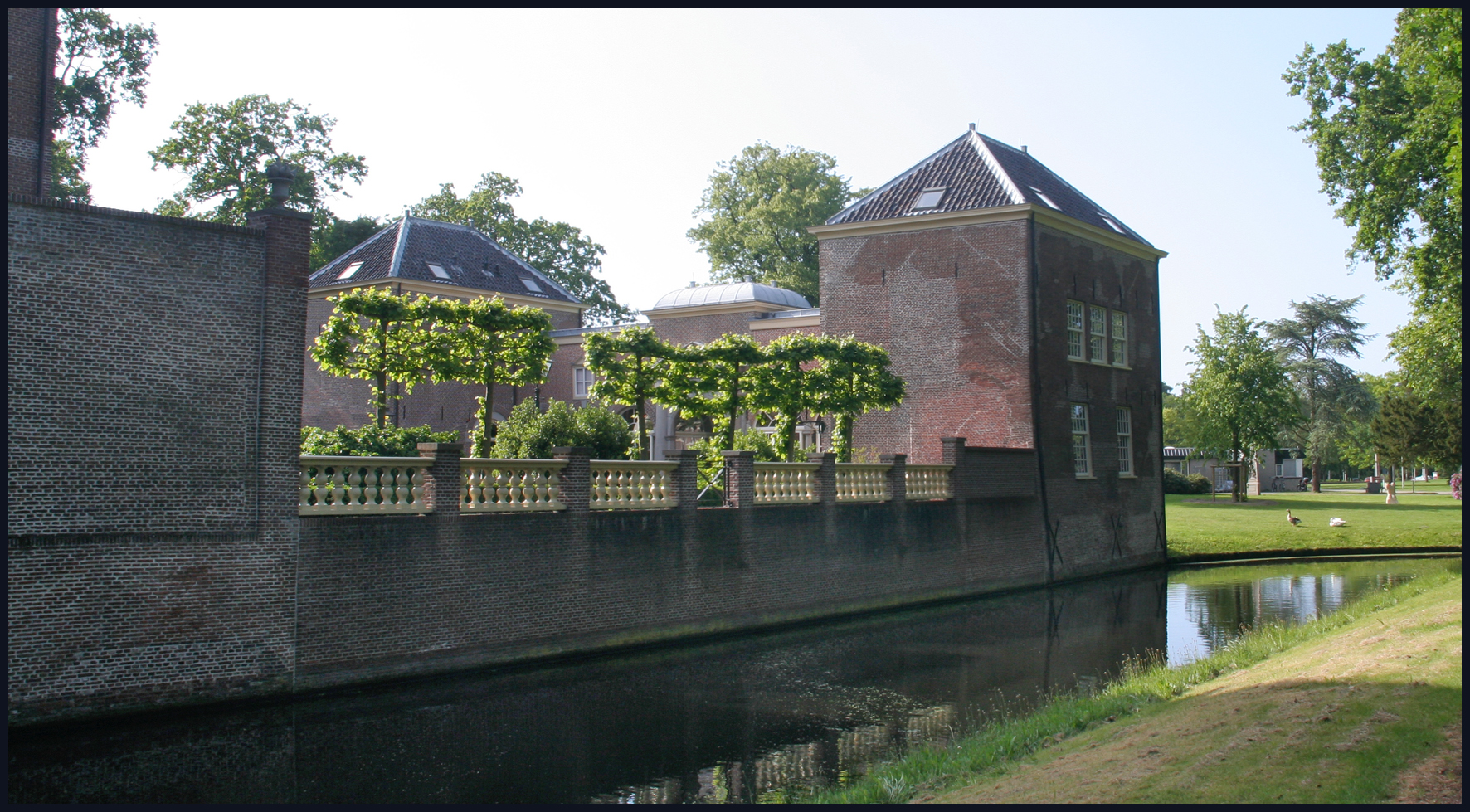